# شاين فنسنت
شاين فنسنت (بالإنجليزية: Shane Vincent)‏ هو لاعب دوري الرغبي أسترالي، ولد في 1973.